# François Verry
François Verry, né en 1951 à Strasbourg, est un pianiste, pianofortiste, claviériste, organiste et professeur de musique classique français.

## Carrière
François Verry se forme au conservatoire de Strasbourg dans la classe de piano d'Hélène Boschi puis à Prague avec Ivan Moravec et à Vienne où il se perfectionne au piano-forte avec Jörg Demus. 
Il est lauréat du Concours international de piano de Fribourg (1981) et du concours du festival de musique ancienne de Bruges en 1983 (pianoforte).
Il est professeur de piano au Conservatoire de Belfort. Il est également organiste titulaire du temple St-Jean de Belfort.
Par ailleurs, il se produit en concerts, notamment en jouant du piano et de l'harmonium dans lequel il s'est plus particulièrement spécialisé.

## Discographie
- Hammerflügel, œuvres de Schubert et Mendelssohn ; piano-forte, Éditions sonores SPM (1985)
- Œuvres de Wilhelm Friedmann Bach, Carl Philipp Emanuel Bach, Johann Christian Bach, Euterpe (1990)
- François-Adrien Boieldieu, Trois sonates pour piano-forte, Euromuses (1996)